# Oderwald
Der Oderwald, naturräumlich Oder genannt, ist ein maximal etwa 205 m ü. NHN hoher Höhenzug des Ostbraunschweigischen Hügellandes im niedersächsischen Landkreis Wolfenbüttel (Deutschland).

## Geographie

### Lage
Der Oderwald erstreckt sich etwa 11,6 km nordnordwestlich der Grenze zu Sachsen-Anhalt im Nördlichen Harzvorland. Er liegt zwischen Wolfenbüttel im Norden und Werlaburgdorf im Süden insbesondere im Bereich der Samtgemeinde Oderwald, deren Namensgeber er ist; wenige Kilometer westlich liegt Salzgitter. Südwestlich erstreckt sich der Salzgitter-Höhenzug, nördlich das Fümmelser Holz, östlich bis nordöstlich die Erhebung Ösel, der Höhenzug Asse und jenseits davon der Höhenzug Elm, südöstlich die Höhenzüge Großer Fallstein und Kleiner Fallstein und südlich der Harly-Wald, hinter dem sich der Harz erhebt.
Beim Oderwald handelt es sich um einen Breitsattel.

### Naturräumliche Zuordnung
Der Oderwald bildet in der naturräumlichen Haupteinheitengruppe Nördliches Harzvorland (Nr. 51), in der Haupteinheit Ostbraunschweigisches Hügelland (512) und in der Untereinheit Okerrandhöhen (512.0) den Naturraum Oder (512.01). Im Norden schließt sich das Thieder Lößhügelland (512.02) an, im Osten das Börßum-Braunschweiger Okertal (512.03) und im Westen die Beinumer Mulde (512.00), die jeweils Naturräume der Okerrandhöhen sind. Nach Süden leitet die Landschaft in der Haupteinheit Harzrandmulde (510) und in der Untereinheit Harli (510.0) in den Naturraum Wedde-Warne-Mulde (510.01) über und nach Nordwesten in der Haupteinheitengruppe Niedersächsische Börden (52) und der Haupteinheit Braunschweig-Hildesheimer Lößbörde (520) in die Untereinheit Lebenstedter Börde (520.6).

### Erhebungen
Zu den Erhebungen des Oderwaldes gehören – sortiert nach Höhe in Meter (m) über Normalhöhennull (NHN; ungefähre Höhen laut obersten Höhenlinien):
- Hungerberg (ca. 205 m), zwischen Cramme, Ohrum und Dorstadt
- Erhebung beim Schusterhai (ca. 189 m), zwischen Klein Flöthe, Dorstadt und Heiningen
- Erhebung im Papenholz (ca. 188 m), zwischen Klein Flöthe, Heiningen und Werlaburgdorf
- Calenberg (ca. 187,5 m), zwischen Groß und Klein Flöthe sowie Dorstadt
- Königsberg (ca. 177 m), zwischen Klein Flöthe und Heiningen
- Sandschollenberg (ca. 134 m), zwischen Altenrode und Werlaburgdorf
- Erhebung im Hegholz (ca. 122,5 m), zwischen Adersheim, Wolfenbüttel und Halchter

### Fließgewässer
Östlich wird der Oderwald vom in Süd-Nord-Richtung fließenden Aller-Zufluss Oker passiert, an seinen Westhängen entspringt der Aller-Zufluss Fuhse, und im Süden wird er vom aus dem Salzgitter-Höhenzug kommenden Oker-Zufluss Warne umflossen. Im Höhenzug entspringen mehrere Bäche als Zuflüsse der zuvor genannten Fließgewässer – zum Beispiel der Oker-Zufluss Brückenbach.

### Ortschaften

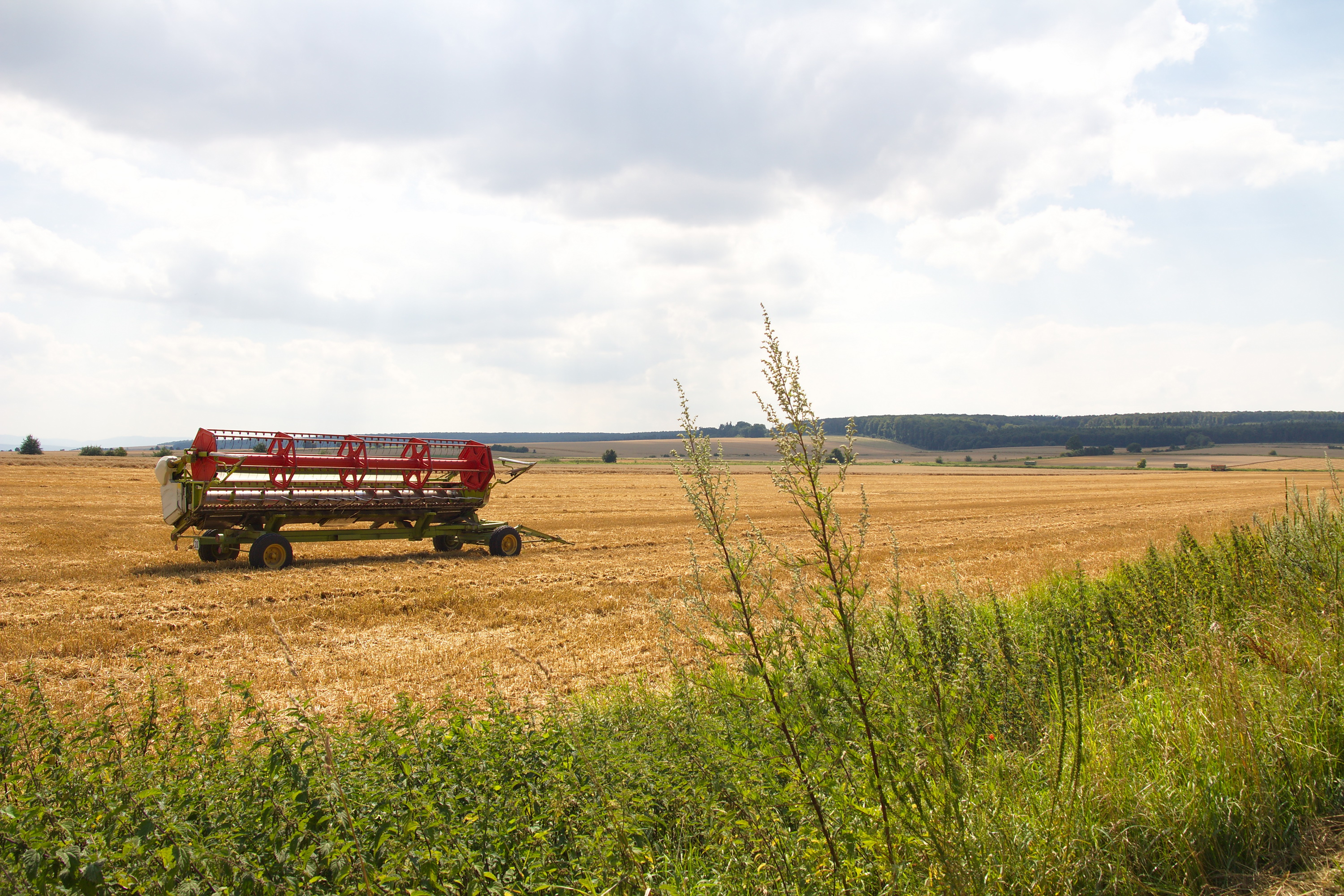
Blick von Ohrum zum Oderwald

Zu den Ortschaften am und nahe dem Oderwald gehören:
- Samtgemeinde Oderwald, umgibt den Oderwald östlich und westlich:
  - Achim (etwas entfernt), südöstlich
  - Börßum (etwas entfernt), südöstlich
  - Cramme, westlich
  - Dorstadt, östlich
  - Flöthe (Groß und Klein Flöthe), westlich
  - Heiningen, südöstlich
  - Ohrum, östlich
- Gemeinde Schladen-Werla, südlich:
  - Altenrode, südwestlich
  - Gielde, südsüdwestlich:
  - Schladen (etwas entfernt), südlich
  - Werlaburgdorf, südlich
- Stadt Wolfenbüttel, nördlich:
  - Adersheim, nordnordwestlich
  - Halchter, nordnordöstlich
  - Leinde, nordwestlich

## Landschaftsschutz und Naturdenkmal
Im stark bewaldeten Oderwald liegen drei Landschaftsschutzgebiete (LSG), die teilweise über seine naturräumlichen Grenzen hinausreichen: im Norden das LSG Fümmelser Holz (CDDA-Nr. 320931; 1966 ausgewiesen; 1,45 km² groß), südlich davon das LSG Oderwald (Nord) (CDDA-Nr. 323448; 1966; 9,909 km²) und wiederum südlich davon das LSG Oderwald (Süd) (CDDA-Nr. 323449; 1971; 16,649 km²). Etwa 2 km westlich von Heiningen liegt im Oderwald der Heininger Ziegelleiteich, der als Naturdenkmal ausgewiesen ist.

## Sehenswürdigkeiten

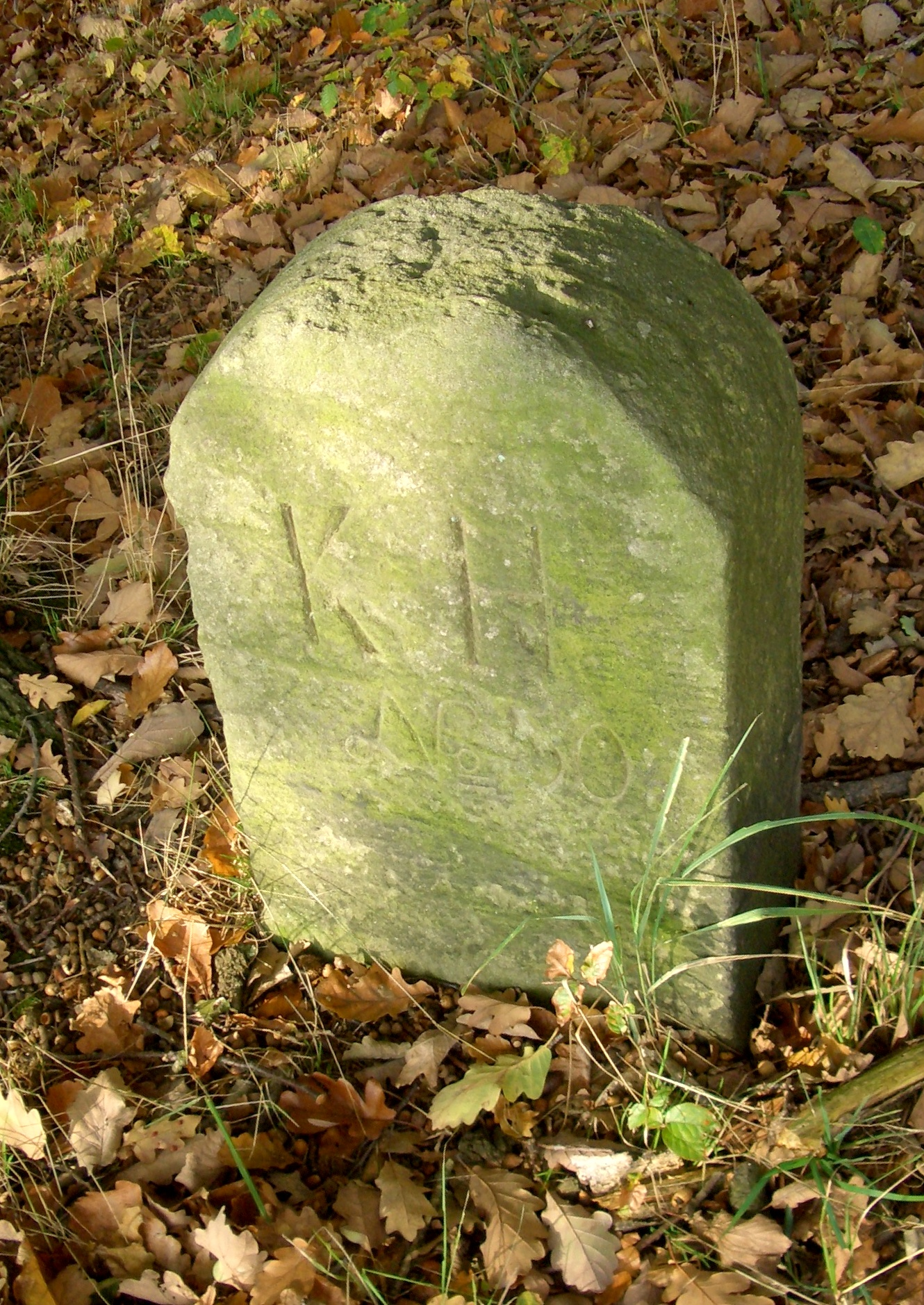
Grenzstein "KH No. 50" (Königreich Hannover) bei Ohrum.

Zu den Sehenswürdigkeiten des Oderwaldes gehören die als Kulturdenkmal ausgewiesene Schalksburg (ca. 160 m), die sich östlich der Ortschaft Groß Flöthe befindet und von der lediglich Überreste von Ringwällen zu erkennen sind. Derartige Reste zeugen auch auf dem Burgberg (ca. 155 m), der sich südwestlich des Oderwaldes nördlich von Gielde befindet, von einer Wallanlage. Markante Bäume des Oderwaldes sind die Freundschaftsbuche (nördlich des Hungerbergs) und die Posteiche (am Nordrand des Höhenzugs).
In der Nähe des Naturfreundehauses Oderwald im Norden des Höhenzugs liegt das Gelände eines ehemaligen Truppenübungsplatzes mit Bunkeranlagen.
Die Grenzsteine des Herzogtums Braunschweig (HB) bzw. des Königreichs Hannover (KH) durchziehen den Oderwald längs nummeriert von Nord nach Süd aufsteigend. Es handelt sich um eine Grenzmarkierung von etwa 1824, als das Bistum Hildesheim mit dem Königreich Hannover verschmolz. Kurioserweise gehörte der nach Hildesheim orientierte Westteil zu Braunschweig und der Ostteil zu Hannover.

## Infrastruktur

### Verkehr und Wandern
Auf der Westflanke des Oderwaldes verläuft in Nord-Süd-Richtung die Bundesautobahn 36. Zu erreichen ist er unter anderem auf zwei diese Autobahn unter- oder überquerenden Landesstraßen mit jeweiligen Anschlussstellen (AS): im Norden die L 495 (AS Wolfenbüttel-Süd), zwischen den Ortschaften Adersheim im Westen und Halchter im Osten, und im Süden die L 512 (AS Flöthe), zwischen den Ortschaften Klein Flöthe im Westen und Heiningen im Osten. Östlich vorbei am Höhenzug führt von Wolfenbüttel nach Schladen in Nord-Süd-Richtung die Bahnstrecke Braunschweig–Bad Harzburg. Durch den Oderwald führen zahlreiche Wald- und Forstwege, auf denen gewandert werden kann, und der Europäische Fernwanderweg E6.

### Sonstiges
In der Gemarkung Heiningen besteht seit 2010 ein 11 ha großer Bestattungswald, der „Ruheforst Vorharz“. Für die umliegenden Ortschaften dienten die ehemaligen Kalksteinbrüche des Oderwaldes über viele Jahre als Mülldeponie.